# Lilhac
Lilhac (em occitano:  Lilhac) é uma comuna francesa na região administrativa da Occitânia, no departamento do Alto Garona. Estende-se por uma área de 7.3 km², com 132 habitantes, segundo o censo de 2018, com uma densidade de 18 hab/km².